# Ser erywański
Ser erywański − produkowany głównie na Kaukazie rodzaj dojrzewającego, solankowego sera podpuszczkowego, wytwarzanego z mleka krowiego, koziego lub owczego.